# Robert Howe (officier)
Pour les articles homonymes, voir Howe.
Robert Howe (1732 - 14 décembre 1786) est un général de l'Armée continentale durant la guerre d'indépendance des États-Unis.

## Biographie
Robert Howe est le petit-fils de James Moore (gouverneur), gouverneur colonial de Caroline du Sud. Il était le propriétaire de la plantation Howe's Point à l'embouchure du fleuve Cape Fear et d'une autre propriété du nom de « Clarendon » dans le comté de Bladen en Caroline du Nord.
Fils d'un important planteur du comté de Brunswick en Caroline du Nord, Howe a fait ses études en Angleterre et, à son retour, a été élu à l'assemblée coloniale. Servant dans la milice provinciale de Caroline du Nord, Howe accepte un poste de capitaine en 1766. Il a d'abord été affecté à Fort Johnston (à l'entrée du fleuve Cape Fear à Southport en Caroline du Nord). Il a ensuite été promu au grade de colonel d'artillerie au cours des expéditions contre les contrôleurs du gouverneur William Tryon en avril-juillet 1768 et en avril-mai 1771.